# Wheatley Hill
Wheatley Hill – wieś w Anglii, w hrabstwie Durham. Leży 11 km na wschód od miasta Durham i 370 km na północ od Londynu. W 2001 miejscowość liczyła 3181 mieszkańców.